# Roger Desmet
Roger Desmet (* 2. März 1920 in Waregem; † 22. Mai 1987 ebenda) war ein belgischer Radrennfahrer.

## Sportliche Laufbahn
Desmet war im Straßenradsport aktiv. 1945 wurde er Berufsfahrer und blieb bis 1955 aktiv. Erste Profisiege hatte er im Grand Prix Briek Schotte und Grand Prix Theo Eeckhout 1945. 1947 wurde er in der Flandern-Rundfahrt hinter Emiel Faignaert Zweiter, 1948 Dritter im Rennen Dwars door Vlaanderen. Bei Dwars door Vlaanderen 1949 gewann er eine Etappe und siegte in jener Saison auch im Omloop van het Houtland. 1950 holte er einen Etappensieg bei Roubaix–Huy. Im Laufe seiner Karriere gewann Desmet eine Reihe von Kriterien und Rundstreckenrennen in Belgien. Seinen letzten Sieg holte er 1954 bei einem Rennen in Nederbrakel. Die Tour de Suisse 1954 beendete er nicht. In der Belgien-Rundfahrt und in der Luxemburg-Rundfahrt 1954 wurde er jeweils Vierter.